# Lee Iacocca

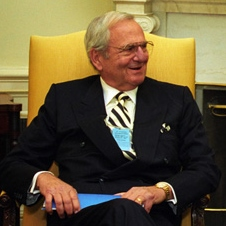
Lee Iacocca 1993

Lido Anthony „Lee“ Iacocca (* 15. Oktober 1924 in Allentown, Pennsylvania; † 2. Juli 2019 in Bel Air, Los Angeles) war ein US-amerikanischer Manager der Automobilindustrie und Autor mehrerer Bücher.

## Biographie
Als Sohn italienischer Einwanderer geboren, begann Iacocca nach seinem Ingenieursstudium im August 1946 seine Karriere als Praktikant bei Ford. Bis 1964 stieg er zum Generaldirektor der Ford Division auf, eines Unternehmensteils der Ford Motor Company.
Iacocca war maßgeblich an der Entwicklung des Mustang beteiligt, der ab 9. März 1964 vom Fließband rollte und der Ära der Pony-Cars, Coupés mit hoher Motorleistung auf Kompaktwagen-Plattform, den Namen gab. 1965 wurde er Vizepräsident der Ford Pkw- und Lkw-Produktion. Von 1970 bis 1978 war Iacocca schließlich Präsident der Ford Motor Company in Detroit. Henry Ford II entließ ihn, trotz seines Erfolges und eines Gewinnes von zwei Milliarden Dollar im Geschäftsjahr, aufgrund persönlicher Differenzen am 13. Juli 1978, woraufhin Iacocca an die Führungsspitze der Chrysler Corporation wechselte, die damals große wirtschaftliche Schwierigkeiten hatte. Ab 2. November 1978 begann er mit der Sanierung des damals maroden Automobilherstellers.
1980 entwickelte er das Baukastensystem K-Car (Kompakt-Auto), das unter anderem von Dodge im Aries und von Plymouth im Reliant genutzt wurde. Ein Baukastensystem dieser Art hatte er bereits Ford vorgeschlagen, dort war es jedoch abgelehnt worden.
1993 schließlich erzwang der Chrysler-Aufsichtsrat einen Generationenwechsel und schickte Iacocca in den Ruhestand. Anschließend widmete sich Iacocca vornehmlich seiner Stiftung für Diabetiker und trat gelegentlich in Werbespots auf – unter anderem für Chrysler. Iacocca starb am 2. Juli 2019 im Alter von 94 Jahren an den Folgen einer Parkinson-Erkrankung.
Im 2019 veröffentlichten Spielfilm Le Mans 66 – Gegen jede Chance wird Iacocca von Jon Bernthal gespielt.

## Schriften
- mit  William Novak: Eine amerikanische Karriere. Bertelsmann, 1985, ISBN 978-3-548-34388-4 – seine Autobiografie, ein Bestseller in den USA und auch in Deutschland
- Mein amerikanischer Traum – Talking Straight. Bastei-Lübbe, 1988, ISBN 3-404-61175-6
- Where Have All the Leaders Gone? (engl.), Scribner, 2008, ISBN 978-1-4165-3249-1